# Land grant

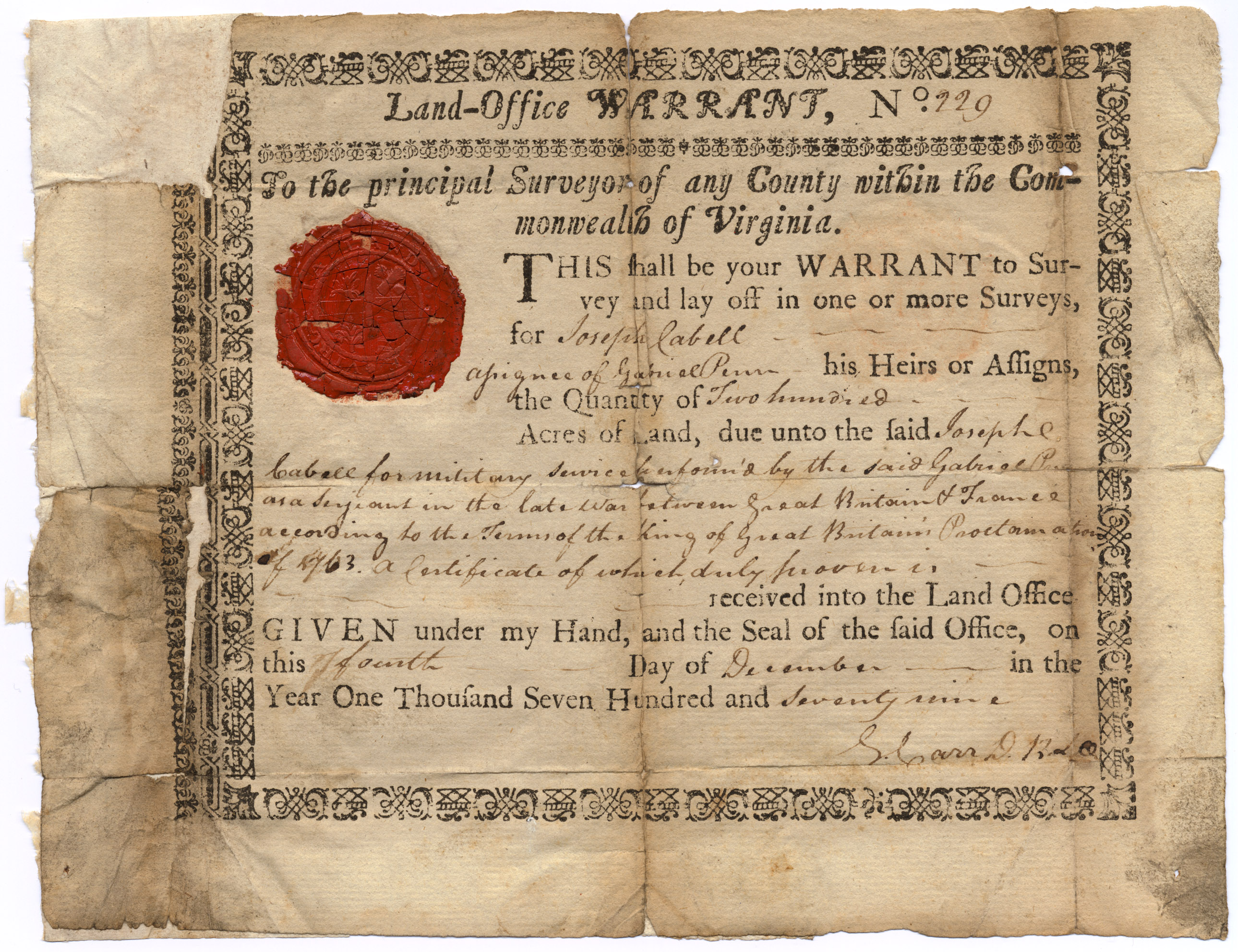
Mandat de don de terrain à un vétéran de la guerre de la conquête américaine.

Le terme land grant, (en français : "don de terrain" ou "concession de terre"),  est, dans les pays anglo-saxons, une concession de terres, accordée à une personne morale ou physique en remerciement de services rendus ou afin de l'inciter à développer économiquement une certaine région. 
La Couronne britannique accorda, dès le XVIe siècle des land grants en Amérique du Nord, à des nobles, afin de coloniser le continent. Elle accorda, au XVIIIe siècle, ce même droit, à des condamnés ayant purgé leur peine, en Australie. Cette pratique fut également en cours au Canada sous le terme de "Concession de terres".